# Cultura política en la República Restaurada

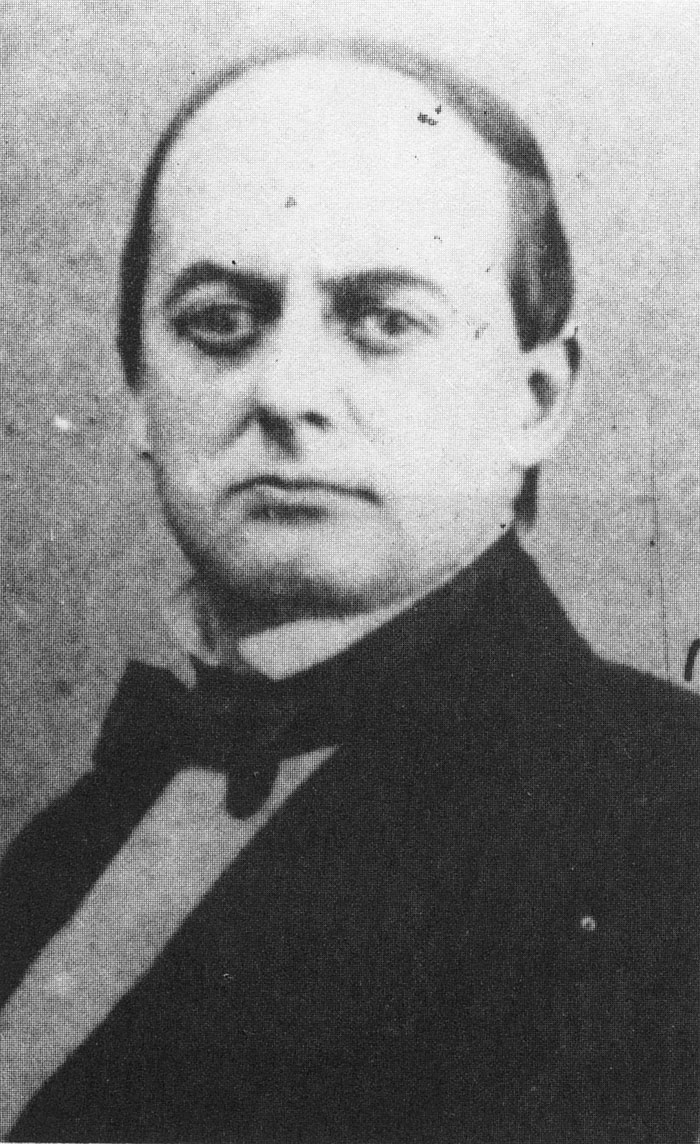
Lerdo, abogado que representa mejor que nadie la cultura política de la época.

La restauración republicana en México comenzó el 15 de julio de 1867, cuando Benito Juárez regresó a la Ciudad de México luego de su victoria contra el imperio de Maximiliano de Habsburgo. Generalmente se considera que terminó en 1876, cuando Sebastián Lerdo de Tejada, sucesor de Juárez (muerto en 1872), fue derrocado por la revolución encabezada por Porfirio Díaz.
Una de las principales figuras de este período es Francisco Zarco, diputado y periodista cuyos principales aportes se centraron en el fortalecimiento del Poder Legislativo y el respeto a las leyes constitucionales.
Luego del triunfo liberal en 1867, el liberalismo se fortaleció a pesar de estar divididos en moderados y radicales. El liberal radical más conocido fue Sebastián Lerdo de Tejada, que en 1872 sucedió a Benito Juárez en la presidencia. Entre sus principales acciones se encuentran la restauración del Senado y el fomento a la educación.